# Xiangyang (Jiamusi)
Xiangyang (en chino, 向阳; pinyin, Xiàng·Yáng) es un distrito urbano bajo la administración directa de la Prefectura Jiamusi en la Provincia de Heilongjiang, República Popular China.  Su área es de 41 km² y su población total para 2010 superó los 230 mil habitantes. 

## Administración
Desde julio de 2023, el  Distrito Xiangyang  se divide en 5 pueblos que se administran en subdistritos.